# Хирот
Хиротът (Bipes canaliculatus) е вид влечуго от семейство Bipedidae. Видът не е застрашен от изчезване.

## Разпространение и местообитание
Разпространен е в Мексико.
Обитава тропически райони, гористи местности, възвишения, долини и крайбрежия.

## Описание
Популацията на вида е стабилна.